# Francisco Tavares da Cunha Melo Sobrinho
Francisco Tavares da Cunha Melo Sobrinho (Itambé, 1 de maio de 1873 — Florianópolis, 3 de junho de 1960) foi um advogado e político brasileiro.
Filho de José Tavares da Cunha Melo e de Rita Gouveia da Cunha Barreto. Casou com Nelsina Dias Barreto. Dentre seus filho figura Mário Tavares da Cunha Melo.
Diplomado em direito pela Faculdade de Direito do Recife, em 1894.
Dr. Tavares Sobrinho foi deputado à Assembleia Legislativa de Santa Catarina na 6ª legislatura (1907 — 1909) e na 8ª legislatura (1913 — 1915). Ele também foi vereador (conselheiro municipal) por dois mandatos em Joinvilleː 7ª Legislatura (1907-1909) e 9ª Legislatura da primeira república (1913-1915).